# 7425 Lessing
A 7425 Lessing (ideiglenes jelöléssel 1992 RO5) a Naprendszer kisbolygóövében található aszteroida. Eric Walter Elst fedezte fel 1992. szeptember 2-án.